# کنتا هیرایشی
کنتا هیرایشی (انگلیسی: Kenta Hiraishi؛ زادهٔ ۲۶ ژوئن ۱۹۸۵) بازیکن فوتبال اهل ژاپن است.
از باشگاه‌هایی که در آن بازی کرده‌است می‌توان به باشگاه فوتبال آویسپا فوکوئوکا اشاره کرد.